# Polygala mariamae
Polygala mariamae är en jungfrulinsväxtart som beskrevs av Sophia G. Tamamschjan. Polygala mariamae ingår i släktet jungfrulinssläktet, och familjen jungfrulinsväxter. Inga underarter finns listade i Catalogue of Life.